# 阿尼瓦島

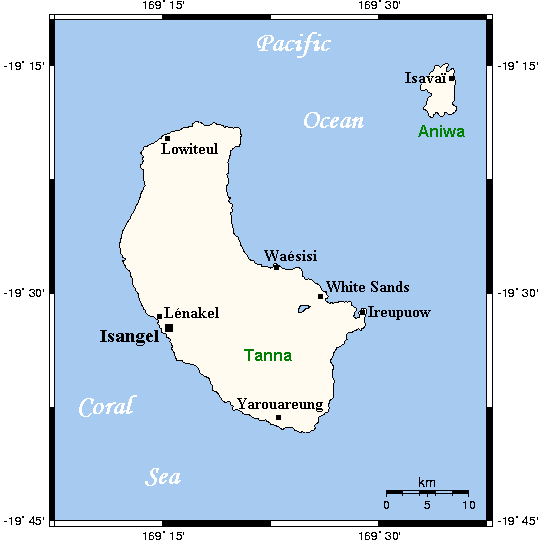

阿尼瓦島是太平洋島國瓦努阿圖的島嶼，由塔菲亞省負責管轄，最近的島嶼塔納島位於該島西南面約24公里。阿尼瓦島長7.2公里、寬1.8公里，面積10平方公里，最高點海拔高度42米，島上人口約500，主要集中在5個村落。
19°15′14″S 169°36′00″E / 19.254°S 169.600°E